# Großherzoglich Oldenburgische Militär-Bibliothek
Die Großherzoglich Oldenburgische Militärbibliothek wurde 1814 eingerichtet. Nach der oldenburgisch-preußischen Militärkonvention von 1867 und der Auflösung der Militärschule verblieb die Bibliothek aufgrund einer Sonderregelung in Oldenburg und wurde weiterhin vom Großherzog mit 200 Reichstalern jährlich finanziert, so dass bis zum Ende des Ersten Weltkriegs 1918 weiterhin Anschaffungen getätigt werden konnten. Da der in Oldenburg befindliche Stab des Reichswehr-Infanterieregiment Nr. 16 offensichtlich keine Verwendung für die Bibliothek hatte, wurde sie um 1921 an die Landesbibliothek Oldenburg übergeben und in den normalen Bibliotheksbestand eingearbeitet. Die GOMB gilt heute mit rund 5.600 Titel mit 11.200 Bänden sowie 306 Kartenwerke mit 3100 Blättern als eine der größten Militärbibliotheken Deutschlands mit einem Bestandsschwerpunkt auf den Zeitraum von ca. 1765 bis 1914.

## Ursprung und Entwicklung bis 1867
Die Bibliothek war ursprünglich die Hausbibliothek der Militärschule, die 1814 im so genannten Militärhaus eingerichtet wurde. In den ersten 15 Jahren ihrer Existenz führten sowohl die Schule als auch die Bibliothek eher ein Schattendasein, da Herzog Peter Friedrich Ludwig nicht am Militärwesen interessiert war. Dies änderte sich 1829 mit seinem Sohn und Nachfolger Paul Friedrich August.  Die Bibliothek wurde nun beträchtlich erweitert und auch historische Militärliteratur angekauft, die zum Teil weit ins 17. Jahrhundert zurückreicht. Bereits 1839 erschien der erste gedruckte Katalog, der bereits gut 1000 Titel in 2114 Bänden sowie 146 Kartenwerke mit ca. 1000 Einzelblättern umfasste. 1859 erschien eine stark erweiterte Ausgabe; 1865 wurde ein alphabetischer Katalog angelegt, der bis 1914 mit so genannten durchschossenen Blättern weiter fortgeführt wurde.

## Von 1867 bis 1918
Durch die oldenburgisch-preußische Militärkonvention von 1867, nach der die oldenburgischen Truppen Teil des Preußischen Heeres im Norddeutschen Bund wurden, ging die Bibliothek im Prinzip in den Besitz Preußens über. Durch eine Sondervereinbarung verblieb sie jedoch in Oldenburg und wurde weiterhin durch den Großherzog persönlich finanziert, so dass weitere Anschaffungen gemacht werden konnten. Neben der normalen Fachliteratur wurden ab den 1870er Jahren vor allem Fachperiodika angekauft bzw. abonniert, so dass die heutige Landesbibliothek größtenteils lückenlos über die wichtigsten deutschen Militärfachzeitschriften des Kaiserreichs verfügt.

## Systematik
Die Systematik des Katalogs von 1859 wird bis heute beibehalten.
I.	Militair-wissenschaftliche Schriften
A. Geschichtliche Schriften
B. Kriegswissenschaftliche Schriften
C. Zeitschriften, Journale, Archive
D. Militärische Unterhaltungsschriften und Schriften verschiedenen Inhalts
II.	Allgemein wissenschaftliche Schriften
E. Geschichte							
a) Allgemeine Geschichte
b) Geschichte des Alterthums und Mittelalters. Übersetzungen alter Historiker
c) Neuere Geschichte, Geschichte einzelner Staaten, Städte und Völker
d) Biographien, Memoiren und sonstige historische Schriften. Alterthumskunde, Mythologie und Übersetzungen alter Klassiker
F. Geografie, Statistik, Reisen
G. Mathematik
H. Naturwissenschaften, Astronomie, Geografie, Optik, Mechanik, Technologie usw.
I.  Staatswissenschaften, Politik, Nationalökonomie usw.
K. Sprachwissenschaften, Enzyklopädien, Wörterbücher und Zeitschriften
L. Werke einzelner Dichter u. Prosaiker. Philosophie, Literaturgeschichte, Künste. Schriften philosophischen, ästhetischen u. kritischen Inhalts
M. Schriften verschiedenen Inhalts
III.	Karten
a) von Deutschland u. deutschen Ländern
b) von anderen europäischen Ländern
c) von außer-europäischen Ländern
d) Atlasse und Karten über alle Theile der Welt

## Nach 1918
Durch die Abdankung des letzten Großherzogs Friedrich August am 11. November 1918 verlor die Militärbibliothek sowohl ihren Sonderstatus als auch ihren Finanzier. Sie wurde um 1921 von der in Oldenburg stationierten Reichswehr, die die Bibliothek von ihrem preußischen Vorläufer übernommen hatte, offenbar wegen mangelnder Verwendungsmöglichkeiten bzw. mangelnden Interesses der Landesbibliothek Oldenburg überlassen. Hier wurde sie in den normalen Bestand eingearbeitet. Als eigenständiger Bestand existiert die Bibliothek nicht mehr; die Exemplare sind aber immer noch mit der Signatur „MB“ versehen. Obwohl die Landesbibliothek 1943 durch einen Luftangriff beschädigt und ein geringer Teil des Bestandes verloren ging, scheinen die Werke der alten MB davon nicht betroffen zu sein, so dass von den gut 11.000 übergebenen Bänden der größte Teil erhalten ist und weiterhin zur Benutzung zur Verfügung steht. Der größte Teil der MB ist noch nicht im Katalogsystem IBIT erfasst. Für eine Recherche ist es daher notwendig, neben IBIT den Zettelkatalog (Verfasser), den Schlagwortkatalog oder den handschriftlichen Katalog zur MB einzusehen. Für den Zeitraum vor 1859 steht der gedruckte Katalog von 1859 zur Verfügung.

## Personal
Die Bibliothek unterstand als Teil der Militärschule (bis zu deren Auflösung 1866) direkt dem Schuldirektor. Verantwortlich für die Bibliothek waren daher bis 1866:
- Oberst Wilhelm Gustav Friedrich Wardenburg (1814–1831)
- Hauptmann, später Oberst Johann Ludwig Mosle (1831–1834)
- Hauptmann, später Oberst Berthold Dietrich Römer (1834–1846)
- Oberst Georg Bernhard Eduard Plate (1847–1855)
- Hauptmann Peter Friedrich Ludwig von Weltzien (1855–1859)
- Hauptmann August Theodor Rüder (1859–1867)

Nach der Auflösung der Schule wurde die Bibliothek der Großherzoglichen Adjutantur zugeordnet. Bibliotheksdirektoren waren daher die diensttuenenden Flügeladjutanten:
- Hauptmann, später Oberst Heino Henning Franz von Heimburg (1868–1881)
- Hauptmann und Flügeladjutant Ludwig Julius Emil Karl von Wedderkop (1882–1894)
- Rittmeister und Flügeladjutant Paul Johannes Moritz von Jordan (1895–1919)

Für die Übergabe der Bibliothek an den Freistaat Oldenburg waren ein Leutnant Tenge, 2. Adjutant des Garnisonkommandos, und nach ihm ein Hauptmann Wolters vom Reichswehr-Infanterie-Regiment 110 zuständig.
Zuständig für den eigentlichen Bibliotheksbetrieb war jeweils ein Kustos, der diese Tätigkeit im Nebenamt ausübte. Namentlich bekannt ist insbesondere Friedrich Wilhelm Heinrich Meinardus (1805–1906), der von 1832 bis 1846 Kustos war und 1839 den ersten Bibliothekskatalog zusammenstellte.